# Szestierni
Szestierni (ros. Шестерни) – wieś (ros. деревня, trb. dieriewnia) w zachodniej Rosji, w osiedlu wiejskim Borkowskoje rejonu diemidowskiego w obwodzie smoleńskim.

## Geografia
Miejscowość położona jest nad Dołżycą, 5 km od drogi regionalnej 66N-0506 (Prżewalskoje – Anosinki – Żeruny – Jewsiejewka), 5,5 km od centrum administracyjnego osiedla wiejskiego (Żeruny), 55 km od centrum administracyjnego rejonu (Diemidow), 100 km od stolicy obwodu (Smoleńsk), 66 km od granicy z Białorusią.
W granicach miejscowości znajdują się ulice: Owrażnyj pierieułok, Piesczanaja.

## Demografia
W 2010 r. miejscowości nikt nie zamieszkiwał.

## Historia
W czasie II wojny światowej od lipca 1941 roku dieriewnia była okupowana przez hitlerowców. Wyzwolenie nastąpiło we wrześniu 1943 roku.